# Tat'jana Lesovaja
Tat'jana Lesovaja (in russo Татьяна Лесовая?; Taldıqorğan, 24 aprile 1956) è un'ex discobola kazaka, fino al 1991 sovietica.
Ha al suo attivo una medaglia di bronzo alle Olimpiadi di Mosca del 1980, alle quali prese parte gareggiando per l'Unione Sovietica.

## Progressione
| Stagione | Risultato | Luogo  | Data      | Rank. Mond. |
| -------- | --------- | ------ | --------- | ----------- |
| 1980     | 67,40 m   | Mosca  | 1-8-1980  |             |
| 1982     | 68,18 m   | Almaty | 23-9-1982 |             |

## Palmarès
| Anno | Manifestazione | Sede  | Evento           | Risultato | Prestazione | Note |
| ---- | -------------- | ----- | ---------------- | --------- | ----------- | ---- |
| 1980 | Olimpiadi      | Mosca | Lancio del disco | Bronzo    | 67,40 m     |      |